# 유클리드 벡터

2차원 벡터(u,v)의 예

수학, 물리학, 공학에서, 유클리드 벡터 또는 벡터(영어: Euclidean vector)는 벡터의 특수한 경우로, 유클리드 공간에서 크기와 방향을 모두 포함하는 기하학적 대상이다. 주로 유향 선분 또는 화살표로 표현한다. 주로 힘이나 자기장, 전기장, 변위와 같이, 방향과 크기를 둘 다 가지는 물리적 개념을 설명할 때 이용된다. 물리적 현상을 나타낼 때는 주로 2차원 또는 3차원 벡터량을 쓴다.
크기를 표현하는 스칼라와 달리 크기와 방향을 모두 포함한다.

## 벡터의 차원
스칼라량은 단지 하나의 '크기'만을 표현할 수 있지만, 벡터는 방향과 크기를 모두 표현할 수 있다. x축의 단위벡터인 e₁방향과 y축의 단위벡터인 e₂방향과 각각의 크기인 a, b를 나타내는 2차원 벡터 (a, b) 와, 여기에 z축의 단위벡터인 e₃과 크기인 c를 나타내면 3차원 벡터 (a, b, c)를 표현할 수 있다. 이와 같이 이론적으로는 n차원 벡터를 표현하는 것이 가능하지만, 물리학이나 화학 등 실제 자연현상에 대해 배우는 학문에서는 2차원 벡터와 3차원 벡터로 충분하다.

## 차원 벡터의 성분
n차원 벡터에서의 성분의 표기
2차원 벡터의 성분 (a, b)가 A일때
{\displaystyle {\vec {A}}=<a,b>}
3차원 벡터의 성분 (a, b, c)가 단위벡터에서 원점(O)으로부터 A일때
{\displaystyle {\vec {OA}}=<a,b,c>}
영벡터
{\displaystyle {\vec {0}}=<0,0,0>}

## 벡터의 연산
벡터의 덧셈과 뺄셈은, 일반적으로 삼각형법과 평행사변형법이 있다.
삼각형법은 일반적으로 꼬리 물기라고 하며, 한 벡터의 종점과 나머지 벡터의 시점이 일치하는 두 벡터가 있을 때, 이 두 벡터의 합은 일치하는 점이 아닌 시점에서 종점까지를 이은 벡터와 같다. 뺄셈 또한 이항해서 다음과 같은 식이 성립된다.
- {\displaystyle {\overrightarrow {AB}}+{\overrightarrow {BC}}={\overrightarrow {AC}}}
- {\displaystyle {\overrightarrow {BC}}={\overrightarrow {AC}}-{\overrightarrow {AB}}}

평행사변형법은 두 벡터와 각각 평행한 벡터를 만들어 평행사변형을 그리고, 원래의 두 벡터와의 만나는 점을 시점으로 평행사변형의 대각선을 끝까지 이은 벡터가 이 두 벡터의 합과 같다.
- 원래의 두 벡터 {\displaystyle {\overrightarrow {OA}}}, {\displaystyle {\overrightarrow {OB}}}와 각각의 벡터와 크기와 모양이 같은 새로운 두 벡터인 {\displaystyle {\overrightarrow {BC}}}, {\displaystyle {\overrightarrow {CD}}}를 만들어 평행사변형을 이룰 때, 대각선인 {\displaystyle {\overrightarrow {OD}}} 벡터가 이 두 벡터의 합이다.

- {\displaystyle {\overrightarrow {OA}}+{\overrightarrow {OB}}={\overrightarrow {OD}}}

## 거리와 각도
{\displaystyle \left\vert {\vec {A}}\right\vert =(a,b,c)={\sqrt {a^{2}+b^{2}+c^{2}}}}
두 벡터의 사이각
{\displaystyle {\vec {A}}\cdot {\vec {B}}=\left\vert {\vec {A}}\right\vert \left\vert {\vec {B}}\right\vert \cos \theta }
따라서
{\displaystyle {{{\vec {A}}\cdot {\vec {B}}} \over {\left\vert {\vec {A}}\right\vert \left\vert {\vec {B}}\right\vert }}=\cos \theta }

## 같이 보기
- 벡터장
- 벡터 공간
- 벡터함수
- 벡터 다발
- 스칼라